# Cochranella granulosa
Cochranella granulosa és una espècie de granota que viu a Costa Rica, Hondures, Nicaragua, Panamà i, possiblement també, a Colòmbia.
Està amenaçada d'extinció per la pèrdua del seu hàbitat natural.